# Michael Krmenčík
Michal Krmenčík (Kraslice, 15 maart 1993) is een Tsjechisch voetballer die doorgaans speelt als spits. In augustus 2024 verruilde hij Apollon Limassol voor 1. FC Slovácko. Krmenčík maakte in 2016 zijn debuut in het Tsjechisch voetbalelftal.

## Clubcarrière
Krmenčík speelde in de jeugd van TJ Kraslice en kwam via de opleiding van FK Baník Sokolov in die van Viktoria Pilsen terecht. Bij die club maakte hij in 2011 zijn professionele debuut. Op 15 april van dat jaar werd met 0–3 gewonnen van 1. FK Příbram door doelpunten van Pavel Horváth, Petr Jiráček en Michal Ďuriš. Krmenčík moest van coach Pavel Vrba op de reservebank beginnen en twee minuten voor tijd verving hij Milan Petržela. Achtereenvolgens werd de aanvaller hierna verhuurd aan zijn oude jeugdclub FK Baník Sokolov en daarna FK Čáslav en Vlašim. In januari 2014 nam Baník Ostrava hem op huurbasis over voor de rest van het seizoen 2013/14. Na afloop van deze periode werd Dukla Praag de vijfde club die Krmenčík op huurbasis overnam. Na zijn terugkeer na anderhalf jaar kreeg hij mondjesmaat meer speeltijd en in het seizoen 2016/17 veroverde hij een basisplaats. Hij maakte tien competitiedoelpunten, wat hij het seizoen erop al in de eerste seizoenshelft bereikte. In januari 2020 maakte de aanvaller voor circa zes miljoen euro de overstap naar Club Brugge, waar hij zijn handtekening zette onder een verbintenis voor de duur van drieënhalf jaar. Na vijftien wedstrijden in het eerste kalenderjaar verhuurde Club Brugge de Tsjech aan PAOK Saloniki. Na zijn terugkeer uit Griekenland verhuurde Club Brugge de aanvaller opnieuw, nu aan Slavia Praag. Na deze verhuurperiode verliet de Tsjech Club Brugge definitief en hij trok naar Persija Jakarta, waar hij voor drie jaar tekende. Na een jaar in Indonesië keerde hij terug naar Europa, waar Apollon Limassol hem onder contract nam. In augustus 2024 keerde hij bij 1. FC Slovácko terug in Tsjechië.

## Clubstatistieken
| Seizoen | Club             | Competitie      | Competitie | Competitie | Beker | Beker | Internationaal | Internationaal | Totaal | Totaal |
| Seizoen | Club             | Competitie      | Wed.       | Dlp.       | Wed.  | Dlp.  | Wed.           | Dlp.           | Wed.   | Dlp.   |
| ------- | ---------------- | --------------- | ---------- | ---------- | ----- | ----- | -------------- | -------------- | ------ | ------ |
| 2010/11 | Viktoria Pilsen  | 1. liga         | 1          | 0          | 0     | 0     | —              | —              | 1      | 0      |
| 2011/12 | Viktoria Pilsen  | 1. liga         | 0          | 0          | 1     | 0     | 0              | 0              | 1      | 0      |
| 2011/12 | → Baník Sokolov  | 2. liga         | 12         | 1          | 0     | 0     | —              | —              | 12     | 1      |
| 2012/13 | → Čáslav         | 2. liga         | 20         | 1          | 1     | 1     | —              | —              | 21     | 2      |
| 2013/14 | → Vlašim         | 2. liga         | 12         | 1          | 1     | 1     | —              | —              | 13     | 2      |
| 2013/14 | → Baník Ostrava  | 1. liga         | 11         | 2          | 0     | 0     | —              | —              | 11     | 2      |
| 2014/15 | → Dukla Praag    | 1. liga         | 13         | 2          | 0     | 0     | —              | —              | 13     | 2      |
| 2015/16 | → Dukla Praag    | 1. liga         | 12         | 5          | 3     | 1     | —              | —              | 15     | 6      |
| 2015/16 | Viktoria Pilsen  | 1. liga         | 7          | 2          | 3     | 1     | —              | —              | 10     | 3      |
| 2016/17 | Viktoria Pilsen  | 1. liga         | 26         | 10         | 1     | 1     | 10             | 2              | 37     | 13     |
| 2017/18 | Viktoria Pilsen  | 1. liga         | 24         | 16         | 0     | 0     | 10             | 6              | 34     | 22     |
| 2018/19 | Viktoria Pilsen  | 1. liga         | 13         | 7          | 0     | 0     | 3              | 2              | 16     | 9      |
| 2019/20 | Viktoria Pilsen  | 1. liga         | 20         | 10         | 1     | 3     | 4              | 2              | 25     | 15     |
| 2019/20 | Club Brugge      | Eerste klasse A | 6          | 0          | 1     | 0     | 0              | 0              | 7      | 0      |
| 2020/21 | Club Brugge      | Eerste klasse A | 9          | 3          | 0     | 0     | 3              | 0              | 12     | 3      |
| 2020/21 | → PAOK Saloniki  | Super League    | 22         | 4          | 5     | 4     | —              | —              | 24     | 8      |
| 2021/22 | → Slavia Praag   | 1. liga         | 14         | 4          | 2     | 0     | 5              | 0              | 21     | 4      |
| 2022/23 | Persija Jakarta  | Liga 1          | 23         | 10         | 0     | 0     | —              | —              | 23     | 10     |
| 2023/24 | Apollon Limassol | A Divizion      | 27         | 2          | 1     | 0     | —              | —              | 28     | 2      |
| 2024/25 | 1. FC Slovácko   | 1. liga         | 0          | 0          | 0     | 0     | —              | —              | 0      | 0      |
| Totaal  | Totaal           | Totaal          | 266        | 80         | 19    | 11    | 36             | 12             | 324    | 104    |

Bijgewerkt op 14 augustus 2024.

## Interlandcarrière
Krmenčík maakte zijn debuut in het Tsjechisch voetbalelftal op 11 november 2016, toen met 2–1 gewonnen werd van Noorwegen. Hij mocht van bondscoach Karel Jarolím in de basis starten en hij werd negen minuten voor het einde van de wedstrijd vervangen door Patrik Schick. In de elfde minuut van de wedstrijd had de aanvaller de score geopend. Jaromír Zmrhal verdubbelde later de Tsjechische voorsprong en door Joshua King kwam de eindstand op het scorebord. In de kwalificatiereeks voor het WK 2018 eindigde Krmenčík met Tsjechië op de derde plaats in de poule, achter Duitsland en Noord-Ierland. De aanvaller kwam in zeven kwalificatieduels tot vier treffers, één tegen Noorwegen en drie tegen San Marino in twee duels. In mei 2021 werd Krmenčík door bondscoach Jaroslav Šilhavý opgenomen in de Tsjechische selectie voor het uitgestelde EK 2020. Op het toernooi werd Tsjechië in de kwartfinale uitgeschakeld door Denemarken (1–2). Daarvoor had het in de groepsfase gewonnen van Schotland (0–2), gelijkgespeeld tegen Kroatië (1–1) en verloren van Engeland (0–1). In de achtste finale werd Nederland uitgeschakeld met 0–2. Krmenčík speelde alleen tegen Engeland niet mee. Zijn toenmalige teamgenoot Karol Świderski (Polen) was ook actief op het EK.
| Interlands van Michael Krmenčík voor Tsjechië | Interlands van Michael Krmenčík voor Tsjechië | Interlands van Michael Krmenčík voor Tsjechië | Interlands van Michael Krmenčík voor Tsjechië | Interlands van Michael Krmenčík voor Tsjechië | Interlands van Michael Krmenčík voor Tsjechië | Interlands van Michael Krmenčík voor Tsjechië |
| №                                             | Datum                                         | Wedstrijd                                     | Uitslag                                       | Competitie                                    | Goals                                         |                                               |
| Als speler bij Viktoria Pilsen                | Als speler bij Viktoria Pilsen                | Als speler bij Viktoria Pilsen                | Als speler bij Viktoria Pilsen                | Als speler bij Viktoria Pilsen                | Als speler bij Viktoria Pilsen                | Als speler bij Viktoria Pilsen                |
| --------------------------------------------- | --------------------------------------------- | --------------------------------------------- | --------------------------------------------- | --------------------------------------------- | --------------------------------------------- | --------------------------------------------- |
| 1                                             | 11 november 2016                              | Tsjechië – Noorwegen                          | 2 – 1                                         | WK 2018 kwalificatie                          | 11'                                           |                                               |
| 2                                             | 15 november 2016                              | Tsjechië – Denemarken                         | 1 – 1                                         | Vriendschappelijk                             |                                               |                                               |
| 3                                             | 22 maart 2017                                 | Tsjechië – Litouwen                           | 3 – 0                                         | Vriendschappelijk                             | 79'                                           |                                               |
| 4                                             | 26 maart 2017                                 | San Marino – Tsjechië                         | 0 – 6                                         | WK 2018 kwalificatie                          | 43'                                           |                                               |
| 5                                             | 5 juni 2017                                   | België – Tsjechië                             | 2 – 1                                         | Vriendschappelijk                             | 29'                                           |                                               |
| 6                                             | 10 juni 2017                                  | Noorwegen – Tsjechië                          | 1 – 1                                         | WK 2018 kwalificatie                          |                                               |                                               |
| 7                                             | 1 september 2017                              | Tsjechië – Duitsland                          | 1 – 2                                         | WK 2018 kwalificatie                          |                                               |                                               |
| 8                                             | 4 september 2017                              | Noord-Ierland – Tsjechië                      | 2 – 0                                         | WK 2018 kwalificatie                          |                                               |                                               |
| 9                                             | 5 oktober 2017                                | Azerbeidzjan – Tsjechië                       | 1 – 2                                         | WK 2018 kwalificatie                          |                                               |                                               |
| 10                                            | 8 oktober 2017                                | Tsjechië – San Marino                         | 5 – 0                                         | WK 2018 kwalificatie                          | 8', 23'                                       |                                               |
| 11                                            | 8 november 2017                               | Tsjechië – IJsland                            | 2 – 1                                         | Vriendschappelijk                             |                                               |                                               |
| 12                                            | 23 maart 2018                                 | Uruguay – Tsjechië                            | 2 – 0                                         | Vriendschappelijk                             |                                               |                                               |
| 13                                            | 26 maart 2018                                 | China – Tsjechië                              | 1 – 4                                         | Vriendschappelijk                             | 61'                                           |                                               |
| 14                                            | 1 juni 2018                                   | Australië – Tsjechië                          | 4 – 0                                         | Vriendschappelijk                             |                                               |                                               |
| 15                                            | 6 juni 2018                                   | Nigeria – Tsjechië                            | 0 – 1                                         | Vriendschappelijk                             |                                               |                                               |
| 16                                            | 6 september 2018                              | Tsjechië – Oekraïne                           | 1 – 2                                         | Nations League 2018/19                        |                                               |                                               |
| 17                                            | 10 september 2018                             | Rusland – Tsjechië                            | 5 – 1                                         | Vriendschappelijk                             |                                               |                                               |
| 18                                            | 13 oktober 2018                               | Slowakije – Tsjechië                          | 1 – 2                                         | Nations League 2018/19                        | 52'                                           |                                               |
| 19                                            | 16 oktober 2018                               | Oekraïne – Tsjechië                           | 1 – 0                                         | Nations League 2018/19                        |                                               |                                               |
| 20                                            | 7 september 2019                              | Kosovo – Tsjechië                             | 2 – 1                                         | EK 2020 kwalificatie                          |                                               |                                               |
| 21                                            | 10 september 2019                             | Montenegro – Tsjechië                         | 0 – 3                                         | EK 2020 kwalificatie                          |                                               |                                               |
| 22                                            | 14 oktober 2019                               | Tsjechië – Noord-Ierland                      | 2 – 3                                         | Vriendschappelijk                             |                                               |                                               |
| 23                                            | 14 november 2019                              | Tsjechië – Kosovo                             | 2 – 1                                         | EK 2020 kwalificatie                          |                                               |                                               |
| Als speler bij Club Brugge                    |                                               |                                               |                                               |                                               |                                               |                                               |
| 24                                            | 4 september 2020                              | Slowakije – Tsjechië                          | 1 – 3                                         | Nations League 2020/21                        | 86'                                           |                                               |
| 25                                            | 11 november 2020                              | Duitsland – Tsjechië                          | 1 – 0                                         | Vriendschappelijk                             |                                               |                                               |
| 26                                            | 15 november 2020                              | Tsjechië – Israël                             | 1 – 0                                         | Nations League 2020/21                        |                                               |                                               |
| Als speler bij PAOK Saloniki                  |                                               |                                               |                                               |                                               |                                               |                                               |
| 27                                            | 27 maart 2021                                 | Tsjechië – België                             | 1 – 1                                         | WK 2022 kwalificatie                          |                                               |                                               |
| 28                                            | 30 maart 2021                                 | Wales – Tsjechië                              | 1 – 0                                         | WK 2022 kwalificatie                          |                                               |                                               |
| 29                                            | 4 juni 2021                                   | Italië – Tsjechië                             | 4 – 0                                         | Vriendschappelijk                             |                                               |                                               |
| 30                                            | 14 juni 2021                                  | Schotland – Tsjechië                          | 0 – 2                                         | EK 2020                                       |                                               |                                               |
| 31                                            | 18 juni 2021                                  | Kroatië – Tsjechië                            | 1 – 1                                         | EK 2020                                       |                                               |                                               |
| 32                                            | 27 juni 2021                                  | Nederland – Tsjechië                          | 0 – 2                                         | EK 2020                                       |                                               |                                               |
| 33                                            | 3 juli 2021                                   | Tsjechië – Denemarken                         | 1 – 2                                         | EK 2020                                       |                                               |                                               |
| Als speler bij Slavia Praag                   |                                               |                                               |                                               |                                               |                                               |                                               |
| 34                                            | 11 november 2021                              | Tsjechië – Koeweit                            | 7 – 0                                         | Vriendschappelijk                             |                                               |                                               |
| 35                                            | 16 november 2021                              | Tsjechië – Estland                            | 2 – 0                                         | WK 2022 kwalificatie                          |                                               |                                               |

Bijgewerkt op 14 augustus 2024.

## Erelijst
| Competitie                   |                 |                           |                 |                 |
| Competitie                   | Aantal          | Jaren                     |                 |                 |
| Viktoria Pilsen              | Viktoria Pilsen | Viktoria Pilsen           | Viktoria Pilsen | Viktoria Pilsen |
| ---------------------------- | --------------- | ------------------------- | --------------- | --------------- |
| 1. liga                      | 3×              | 2010/11, 2015/16, 2017/18 |                 |                 |
| Synot Tip Superpohár         | 1×              | 2011                      |                 |                 |
| Club Brugge                  |                 |                           |                 |                 |
| Eerste klasse A              | 1×              | 2019/20                   |                 |                 |
| PAOK Saloniki                |                 |                           |                 |                 |
| Kupella Ellados Podosphairou | 1×              | 2020/21                   |                 |                 |
| Individueel                  |                 |                           |                 |                 |
| Topscorer 1. liga            | 1×              | 2017/18                   |                 |                 |